# Cisticola robustus
El cistícola robusto (Cisticola robustus) es una especie de ave paseriforme de la familia Cisticolidae propia de África Central y Oriental.

## Distribución y hábitat
Se distribuye principalmente por los montes y montañas de África central y oriental. Su hábitat principal son los herbazales y zonas de matorral montanos, aunque también puede encontrarse en riberas y humedales.